# Víctor Turcios
Víctor Samuel Turcios Pacheco (né le 13 avril 1988 à La Unión au Salvador) est un footballeur international salvadorien, qui évolue au poste de défenseur.

## Biographie

### Carrière en sélection
Avec l'équipe du Salvador, il possède 39 matchs (pour un but inscrit) depuis 2007. 
Il figure dans le groupe des sélectionnés lors des Gold Cup de 2009, de 2011 et de 2013. Il atteint les quarts de finale de cette compétition en 2011 et 2013.
Il joue également 8 matchs comptant pour les tours préliminaires de la coupe du monde 2014.

## Palmarès
RoPS
- Championnat de Finlande D2 (1) :
  - Champion : 2012.

- Coupe de Finlande (1) :
  - Vainqueur : 2013.